# Sông Yên (Thanh Hóa)

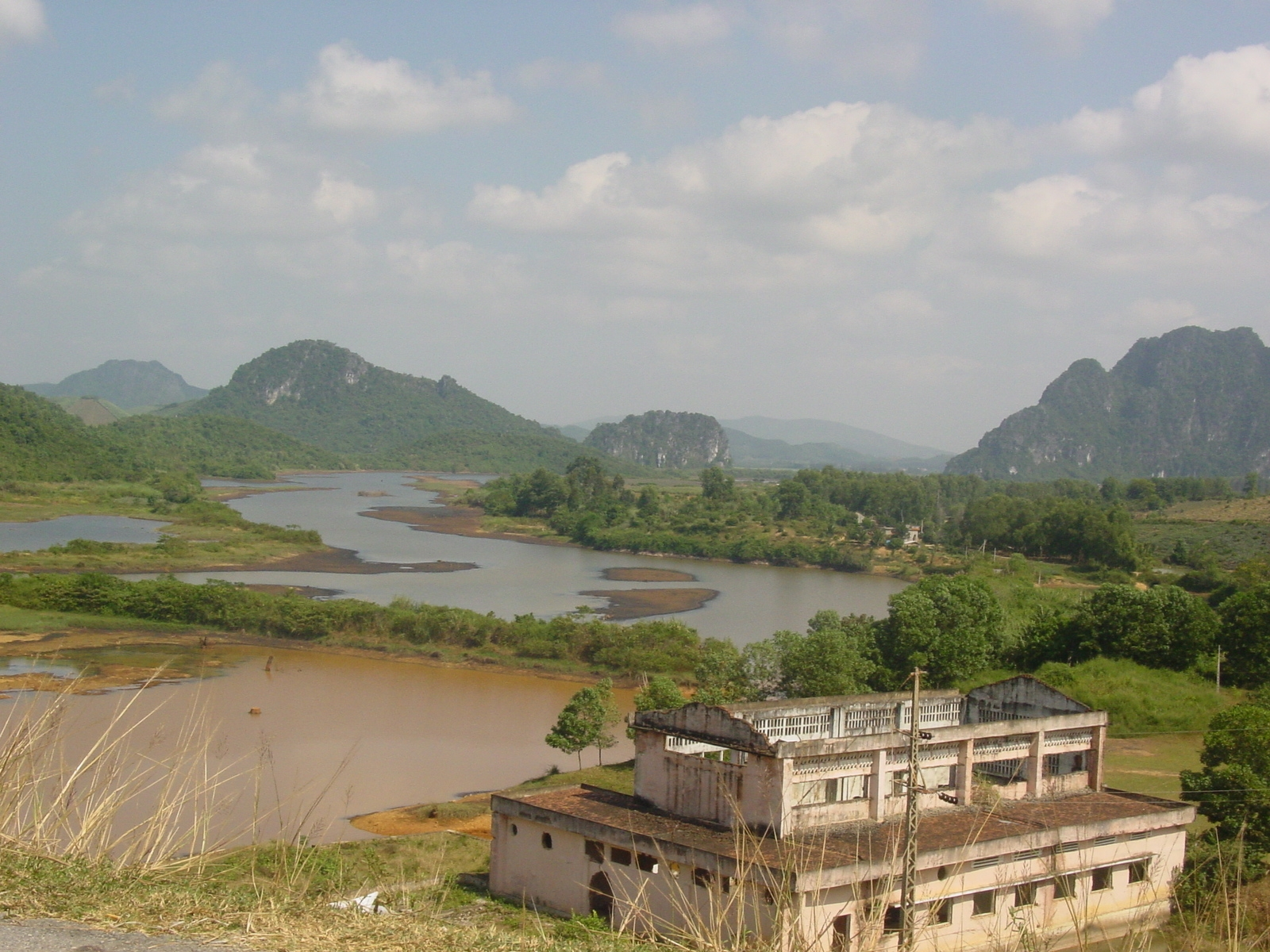
Sông Mực - đoạn chảy qua huyện Nông Cống

Sông Yên (còn gọi là sông Mực, sông Chuối có nhánh được gọi là sông Nhà Lê) là một trong những dòng sông ở Thanh Hóa, Việt Nam. Sông bắt nguồn từ Bình Lương (huyện Như Xuân) chảy qua các huyện Như Thanh, Nông Cống, Quảng Xương, thị xã Nghi Sơn và đổ ra Biển Đông tại cửa Lạch Ghép ở giữa huyện Quảng Xương và thị xã Nghi Sơn. Sông dài 94,2 km, trong đó có 50 km chảy qua vùng rừng, núi và hơn 40 km chảy qua vùng đồng bằng. Diện tích lưu vực sông Yên là 1.996 km² (đồng bằng và bán sơn địa chiếm 49,5%, diện tích rừng núi chiếm 45,2%). Tổng lượng dòng chảy của sông Yên vào mùa lũ là 961×106 m³, vào mùa kiệt là 185×106 m³.
Sông Yên có 4 chi lưu chính là sông Nhơm (dài 66,9 km), sông Hoàng (81 km), sông Thị Long (50,4 km), và sông Lý.
Trong bốn chi lưu của sông Yên thì sông Lý là một trong những công trình thủy lợi được đào từ cuối đời Lê và đầu đời Nguyễn nhằm cung cấp một nguồn nước đầy đủ cho hoạt động sản xuất của người dân vùng đồng bằng hạ lưu của sông Yên. Ngoài ra nó còn có tác dụng để chia sẻ dòng nước lũ với sông chính để tránh thiệt hại về người và của cho nhân dân vùng ven biển chịu ảnh hưởng trực tiếp từ sông Yên.
Ngoài cái tên Sông Yên, người ta còn gọi đoạn hạ lưu của con sông này bằng Sông Ghép. Sông Ghép gắn liền với chiếc cầu Ghép nối liền hai phố Nam Châu (phường Hải Châu) của thị xã Nghi Sơn và hai thôn Ngọc Trà xã Quảng Trung của Huyện Quảng Xương trên tuyến quốc lộ 1 A, nơi đã từng chứng kiến những đợt bom của đế quốc Mỹ trong hai lần mở rộng phá hoại miền Bắc nước ta. Tại đoạn chuẩn bị đổ ra Biển Đông ở Lạch Ghép, giữa dòng sông trước đây còn lưu giữ hai xác máy bay của Mỹ bị bắn rơi tại đây. Chỗ đó ngày nay dòng sông tạo thành một vùng cù lao chia đôi dòng sông Yên trước khi hợp lại và đổ ra Biển Đông. Cù lao này nằm giữa một bên là phố Yên Châu và phố Bắc Châu của phường Hải Châu, thị xã Nghi Sơn và một bên là thôn Mom (hay còn gọi là làng Mom) của xã Quảng Nham (Quảng Xương).